# 焦亚硫酸盐
焦亚硫酸盐 （disulfite，又metabisulfite，pyrosulfite），是一种含有焦亚硫酸根离子的S
2O2−
5的化合物。 

## 结构
焦亚硫酸根离子（ S
2O2−

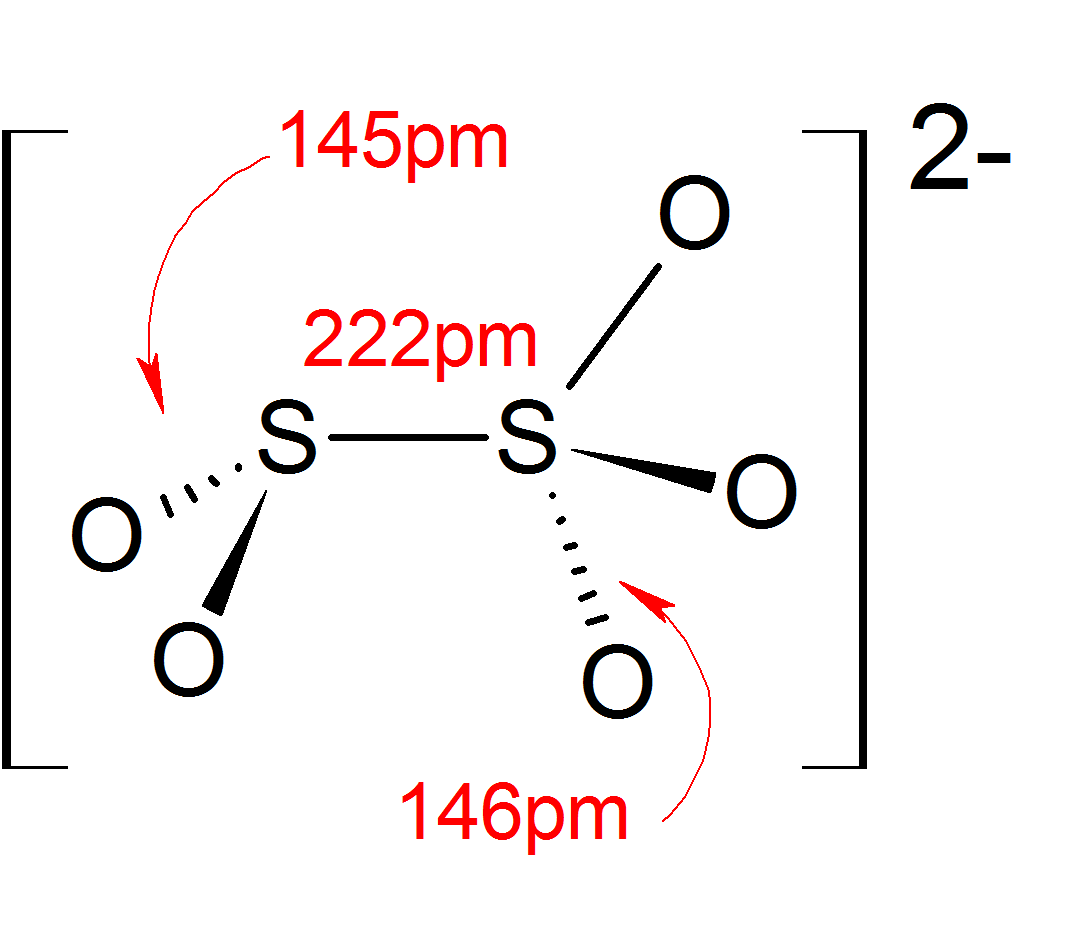
焦亚硫酸根离子的结构

5）具有两个直接连接的硫原子，该结构被描述为“四价-六价硫代酸盐（thionite-thionate）”，或[O2S-SO3 ] 2- ，而不是对称形式[O2S-O-SO2 ] 2-。这与焦硫酸盐情况不同（S
2O2−
7）。
与3个氧原子键合的硫原子的氧化态为+5，而剩下的硫原子的氧化态为+3。 
阴离子由与SO3基团连接的SO2基团组成，负电荷更多地位于SO 3末端。 S-S键长为2.22 Å，"thionate"和"thionite"的S-O键长分别为1.46和1.50 Å。 

## 反应

### 产生焦亚硫酸根离子
焦亚硫酸根离子是亚硫酸氢根离子的二聚体 （HSO−
3 ）。 它可能来自： 
脱水
在水溶液中，通过亚硫酸氢盐的脱水的平衡反应形成少量的焦亚硫酸根离子： 
HSO−
3(aq)  S
2O2−
5(aq) + H2O (l)
虽然平衡位于左侧，但亚硫酸氢盐的蒸发会产生大量的焦亚硫酸盐。 
事实上，焦亚硫酸根离子是焦亚硫酸的离子，源自亚硫酸按照下述方式脱水反应： 
2 H2SO3 → 2 HSO−
3 + 2 H+  → H2S2O5 + H2O
加成
焦亚硫酸根离子也来自向亚硫酸根离子中加成二氧化硫 ： 
| HSO− 3 SO2− 3 + H+ SO32− + SO2 S 2O2− 5 |

### 其他反应
在水溶液中，焦亚硫酸根遇酸分解：  
S
2O2−
5 + H+ → HSO−
3 + SO2

## 焦亚硫酸盐的例子
- 焦亚硫酸钠 （ E223 ）和焦亚硫酸钾 （E224）用作食品中的防腐剂和抗氧化剂 。